# Amazon Web Services
Amazon Web Services, Inc. (nota con la sigla AWS) è una sussidiaria di Amazon, che fornisce servizi di cloud computing su un'omonima piattaforma on demand.
Questi servizi sono operativi in 37 regioni geografiche in cui Amazon stessa ha suddiviso il globo, più altre 4 regioni disponibili prossimamente. Ogni regione possiede varie Zone di Disponibilità separate a sé.
AWS offre oltre 200 prodotti, tra i quali Amazon Elastic Compute Cloud (EC2) e Amazon Simple Storage Service (S3), fornendo soluzioni on-demand con caratteristiche di high availability, ridondanza e sicurezza, in cui il costo finale deriva dalla combinazione di tipo e quantità di risorse utilizzate, caratteristiche scelte dall'utente, tempo di utilizzo e performance desiderate. A partire dai dati pubblicati nel quarto trimestre del 2018, AWS rappresenta per Amazon il 58% dei guadagni totali, rendendola la sua più grande fonte di incassi.
È membro dell'Istituto europeo per le norme di telecomunicazione (ETSI).

## Principali Servizi

### Calcolo
- Amazon Elastic Compute Cloud
- Amazon Elastic MapReduce
- Amazon Lambda

### Rete
- Amazon Virtual Private Cloud

### Distribuzione dei contenuti
- Amazon CloudFront

### Archiviazione e distribuzione dei contenuti
- Amazon Simple Storage Service
- Amazon Glacier

### Basi di dati
- Amazon Relational Database Service
- Amazon Redshift
- Amazon SimpleDB
- Amazon DynamoDB

### Deployment
- AWS CloudFormation
- AWS Elastic Beanstalk

### Servizi applicativi
- Amazon Flexible Payments Service
- Amazon Simple Email Service

### Analitiche
- Amazon Machine Learning